# 2 Бригада Кавалерії Народної Великого Князівства Литовського

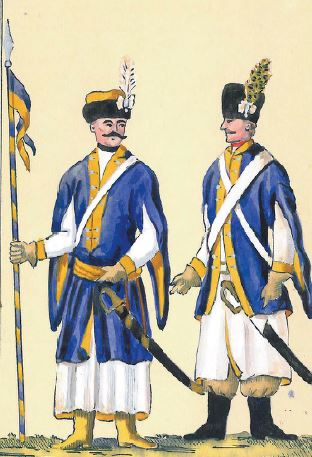
Улан і поштовий 2 бригади Великого князівства Литовського 1775 р.

2 Бригада Кавалерії Народної Великого Князівства Литовського (пол. 2 Brygada Kawalerii Narodowej Wielkiego Księstwa Litewskiego) — кінний підрозділ, кавалерійська бригада війська Великого князівства Литовського Речі Посполитої, сформована 1776 року. Розташування: місто Пінськ і околиці.

## Історія
Бригаду було створено 1776 р. з підрозлілів Петигорійської кінноти. У 1776 р. вона налічувала 478 штатних солдат. Бригада формувалась, в основному, зусиллями шляхтичів Пінщини, Берестейщини та Волині.
У 1777 році бригада складалася зі штабу та 16 хоругв: хоругви J. K. M., хоругви B. Wlk. Lit., прапор B. Pl. Lit., хоругва М. Бжостовського, хоругва Я. А. Мнішека, хоругва М. Огинського, хоругва Й. М. Ходкевича, хоругва А. Чорторийського, хоругва А. М. Рокицького, хоругва А. К. Чорторийського, хоругва Л. Тишкевича, хоругва М. Лопотта, хоругва М. Огинського Й. Суходольського, хоругва Д. Глуховського, хоругва С. Александровича. Хоругви були згруповані в чотири ескадрони по чотири хоругви в кожному.
За постановами Чотирирічного сейму передбачалось збільшення чисельності війська до 100 тис. у 1789 році. Трохи пізніше його штат скоротився до 65 тисяч. При збереженні штатної структури 1776 р. нова чисельність бригади передбачала 1598 жовнірів на службі. Склад бригади в 1792 р., аж до приєднання литовської армії до Тарговицької конфедерації, становив 1619 штатних вояків, а практично 1608. В квітні 1794 р. чисельність штатних жовнірів у бригаді становила 854 особи, а фактична – 342. 
1794 році бригада була реорганізована у 8 хоругв. 
Бригада була організована у 2 ескадрони. Його чисельність на 1 серпня 1793 р. становила 369 осіб і 208 коней, а на 16 квітня 1794 р. — близько 360 осіб і близько 300 коней.
Офіцерські посади в бригаді: бригадир-комендант, віцебригадир-віцекомендант, майор, кватермістр-касир, аудитор, ад’ютант, ротмістр, поручник, підпоручник і хорунжий. Офіцерськими чинами були також звання товариша і намісника. Вони відповідали званню хорунжего. Вони були затверджувані не королем, а ротмістром чи гетьманом, і їхні фактичні ролі у хоругвах можна порівняти радше з унтер-офіцерами.
Командири бригади:
- Францішек Ксаверій Хомінський
- Петро Антоній Твардовський (з 14 жовтня 1790)
- Осип Копец (1794).

## Битви
Бригада брала участь у битва Російсько-польської війни (1792), під час війни на захист Конституції 3 травня та в повстанні Т. Костюшка.
Битви в яких брала участь 2 Бригада Кавалерії Народної Великого Князівства Литовського:
- Битва під Миром (11 червня 1792 р.)
- Битва під Дубенками (18 травня 1794 р.)
- Битва під Миколаєвом (23 травня 1794 р.)
- оборона Варшави (13 липня - 6 вересня 1794 р.)
- Битва під Ґольковом (9-10 липня 1794 р.)
- Битва під Волею (27 липня 1794 р.)
- Битва під Вільно (10 серпня 1794 р.)
- Шведські батареї (25 серпня 1794 р.)
- Битва під Поважками (28 липня та 26/27 серпня 1794 р.)
- Битва під Блоні (9 вересня 1794 р.)
- Битва під Мацеєвицями (10 жовтня 1794 р.)
- оборона Праги (4 листопада 1794).